# USB 온더고
USB 온더고(USB On-The-Go, USB OTG)는 2001년 말에 동의한 뒤 나중에 개정된 USB 2.0 규격에 제공된 한 기능으로, 컴퓨터를 통하지 않더라도 자료를 주고받을 수 있게 하는 USB 형식의 프로토콜이다. 'USB 호스트 기능' 으로도 불리며, 이 규격을 만족하는 물리적 장치는 'OTG 포트'라 한다.

## 구조
표준 USB에는 마스터/슬레이브 구조를 이용한다. USB 호스트는 프로토콜 마스터로 동작하며 USB 장치는 슬레이브로 동작한다. 오직 호스트만이 데이터 전송과 구성을 계획할 수 있다.
USB 온더고는 USB 허브 이용을 배제하지는 않지만, 두 개의 OTG 장치가 직접 연결되는 경우 호스트와 주변 기기의 역할이 바뀐다. 이러한 역할 전환은 표준 허브에서는 일어나지 않으며, 허브의 연결이 끊어질 때까지 하나의 장치가 호스트 역할을 하고 다른 장치가 주변 기기의 역할을 한다.

## 사용예
이로써 OTG포트는 스마트폰이 컴퓨터 본체 역할을 하고 스마트폰에 연결되는 디스플레이 장치, 키보드, 마우스가  각각 모니터,키보드 그리고 마우스 역할을 수행하여 온전한 퍼스널 컴퓨터(PC)환경이 가능해진다.

## 같이 보기
- 모바일 고선명 링크